# 耿隨朝
耿隨朝（1517年—？），字子衡，號敬菴，直隸大名府滑縣人，軍籍，明朝政治人物。

## 生平
嘉靖二十二年（1543年）癸卯科順天乡试第三十九名舉人，嘉靖二十六年（1547年），登丁未科會試第九十九名，第二甲第二十八名進士。工部觀政，授官南京户部主事，升工部员外郎，以修城晉郎中。遷湖廣副使，修堤御漢水，累官至山西布政司左參政。有《名物类考》四卷。

## 家族
曾祖耿表；祖父耿潤；父耿節。母母氏。重庆下。兄随國。弟随卿，同科進士；随相；随行；随佐；随諫；随用；随孝；随弟。弟耿随卿，同科進士。耿随龍，萬曆丙戌進士。
子耿若琭。